# Ranko Žeravica
Ranko Žeravica (in serbo Ранко Жеравица?; Dragutinovo, 17 novembre 1929 – Belgrado, 29 ottobre 2015) è stato un cestista e allenatore di pallacanestro jugoslavo, dal 1992 serbo.
Era il marito di Zagorka Simić.

## Carriera
Ha guidato la Jugoslavia a tre edizioni dei Giochi olimpici (Città del Messico 1968, Monaco 1972, Mosca 1980), a tre dei Campionati mondiali (1967, 1970, 1982) e a tre dei Campionati europei (1967, 1969, 1971).

## Palmarès

### Allenatore
- Coppa Korać: 1

Partizan Belgrado: 1977-78
- YUBA liga: 1

Partizan Belgrado: 1995-96